# Torben Schaper
Torben Schaper (* 3. Mai 2002 in Hannover) ist ein deutscher Leichtathlet, der sich auf den Hammerwurf spezialisiert hat.

## Karriere
Schaper belegte Platz 24 bei den U20-Europameisterschaften 2021.
Bei den Deutschen Meisterschaften belegte er 2022 den achten, 2023 den sechsten und 2024 den vierten Platz.
Bei den Deutschen Hallenmeisterschaften 2025 gewann Schaper die Bronzemedaille.